# Райз Мзанси (партия)
Райз Мзанси (Rise Mzansi — Вставай, Южная Африка) — южноафриканская политическая партия, созданная в апреле 2023 года. Её лидер — бывший новостной редактор Сонгезо Зиби.

## Политика
Сонгезо Зиби — социал-демократ, распространял среди других политиков книгу «The Third Man» Питера Мандельсона. Описывает Райз Мзанси как «типичную европейскую центристскую партию». Многие члены партии — бывшие члены Демократического альянса, как Номза Марчези, присоединившийся к Райз Мзанси в августе 2023, или Хуме Рамулифо, сделавший то же самое в январе 2024. На выборах 2024 года партия выступала с позиций реформирования государства и борьбы с коррупцией. В апреле 2023 отвергла предложение Демократического альянса вступить в «Мультипартийное объединение», состоящая из партий демократического толка, оппозиционных АНК. 